# اللجنة الوطنية للسلام
تأسست اللجنة اليمنية للسلام في 1/1/2023م ومقرها لندن وقد أعلنت اللجنة هذا اليوم يوماً وطنياً للسلام في اليمن أمينها العام المستشار / مصطفى خالد., اللجنة هي تجمع يمني ينتظم في عضويتها، ممثلين للاتحادات، والنقابات، ومنظمات المجتمع المدني، وشخصيات عامة مستقلة ونزيه محبة للسلام. يقومون جميعاً بتنفيذ مهام واختصاصات لائحتها التنفيذية وتوطين الحل والعمل على صياغة ميثاق توافق وطني جامع، تحت سقف الجمهورية اليمنية ودستورها والقوانين النافذة والسيادة الوطنية وأهداف الثورة اليمنية 26 سبتمبر1962م و14 اكتوبر1963م، ومخرجات الحوارالوطني، مع إعطاء كل منطقه الحق في إدارة نفسها بنفسها بصوره كاملة محلياً،
أعضاء اللجنة يناضلون ويسعون بصدق ووفاء إلى بناء سلام عادل وشامل ومستدام في اليمن، يحقق تطلعات وطموحات أبنائه، في يمن مزدهر لجميع اليمنيين، حر ومستقل لا يقبل الوصاية من أي قوى خارجية، ينعم فيه المواطن بحياة كريمة مفعمة بالحرية ومشمولة بالعدل والإنصاف والمساواة في الحقوق والواجبات لا سيد فيه ولا مسود، والمصلحة الوطنية العليا في هذة اللجنة المباركة والفتية أساس كل توجه وركيزة كل عمل طبقاً للدستور والقانون، بعيداً عن التمييز المناطقي والطائفي والعرقي.
لقد تكونت هذة اللجنة على مدى سنوات نتيجة جهود متوالية من بينها ميدرة حركة وعي الوطنية لوقف الحرب وإحلال السلام العادل والشامل والمستدام، حيث أرتكزت آلياتها على تشكيل لجنه وطنية مستقلة تشمل كافة المكونات تعمل من أجل وقف الحرب وإحلال السلام. .
1. ↑  "اللجنة اليمنية للسلام بلندن تنطلق بأعمالها في يناير 2023". عرب لندن  صوت الجالية العربية في بريطانيا. 1 يناير 2023. مؤرشف من الأصل في 2023-01-02. اطلع عليه بتاريخ 2023-07-18.
2. ↑  "عرب لندن | اللجنة اليمنية للسلام ب (لندن) تنطلق بأعمالها في يناير 2023. (عرب_لندن)". موقع نبض. مؤرشف من الأصل في 2023-11-06. اطلع عليه بتاريخ 2023-09-24.
3. ↑  "إخطار إعادة التوجيه". https://www.sahafahh.com/show16692122.html. {{استشهاد ويب}}: الوسيط |تاريخ الوصول بحاجة لـ |مسار= (مساعدة)، الوسيط |مسار= غير موجود أو فارع (مساعدة)، وروابط خارجية في |موقع= (مساعدة)